# Slam Dance - Thum fan sanan flo
Slam Dance - Thum fan sanan flo (Slam Dance ทุ่มฝันสนั่นฟลอร์) è una serie televisiva thailandese del 2017, andata in onda su One31 dl 13 maggio al 12 agosto 2017. È stata distribuita anche su Line TV e YouTube.

## Trama
Ogni partita ha vincitori e vinti. Le regole sono importanti per il gioco in campo. Ma per il gioco fuori dal campo? Scopri le fantastiche storie di atleti all'università. Attaccare dentro e fuori dal campo di questo college, danza e wrestling entrano in collisione. I membri di entrambe le squadre devono competere insieme per vincere delle medaglie. Ma, al contrario, tutti si uniranno per superare le sfide dello sport opposto. Alcune persone prendono questa come un'opportunità per distruggere i loro compagni di squadra solo perché sono competitori sul campo.

## Personaggi e interpreti
- Fang, interpretata da Pimchanok Luevisadpaibul "Baifern".
- Sing, interpretato da Chutavuth Pattarakampol "March".
- Ryu, interpretato da Purim Rattanaruangwattana "Pleum".
- Ken, interpretato da Korn Khunatipapisiri "Oaujun".
- Nuknik, interpretato da Harit Cheewagaroon "Sing".
- Praemai, interpretato da Ployshompoo Supasap "Jan".
- Woon, interpretato da Tipnaree Weerawatnodom "Namtan".
- Namfon, interpretato da Ravisrarat Pibulpanuvat "Preen".
- Bas, interpretato da Sivakorn Lertchuchot "Guy".
- Grade, interpretato da Pattadon Jan-Ngern "Fiat".
- Pop, interpretato da Sattabut Laedeke "Drake".

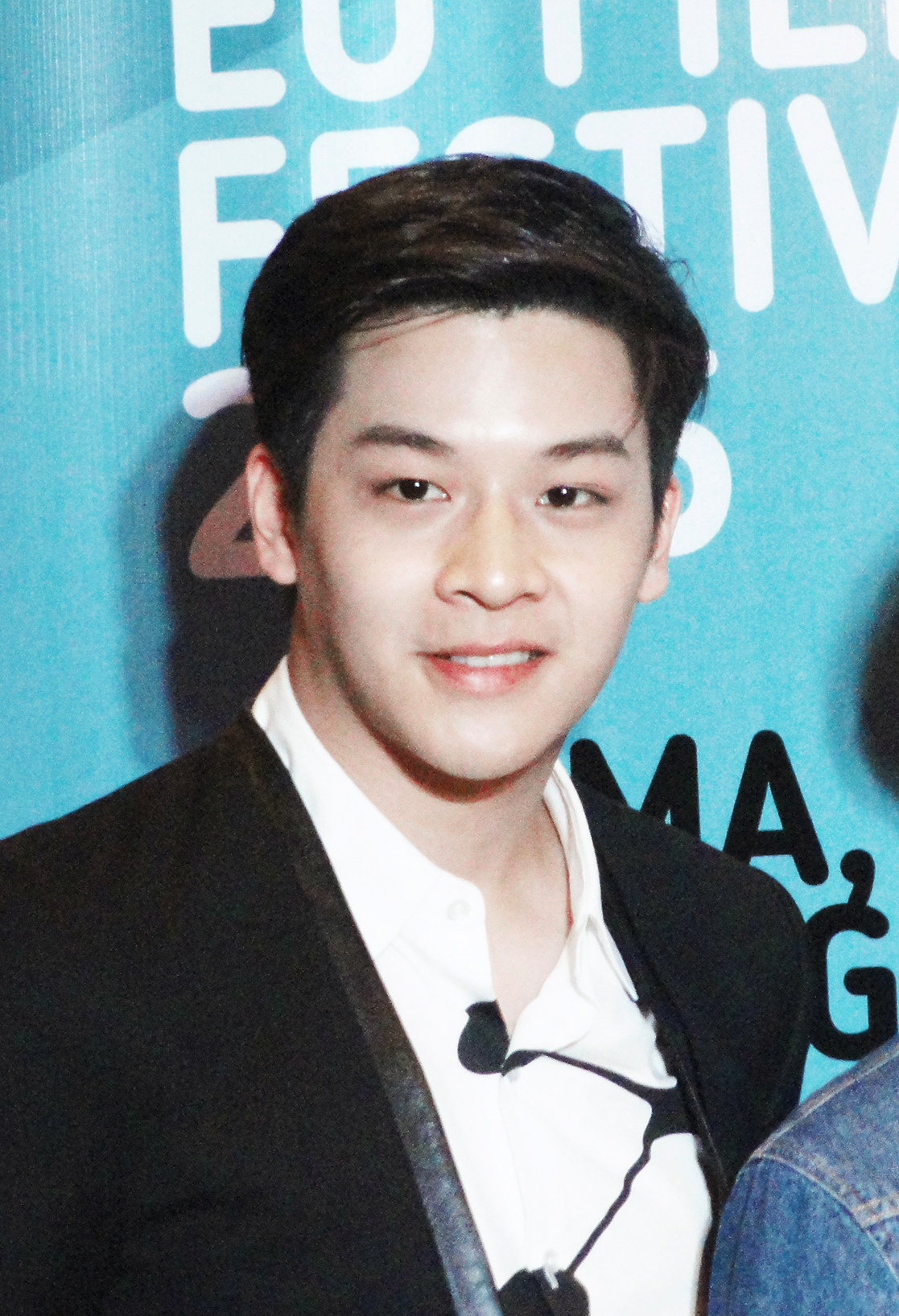
Chutavuth Pattarakampol
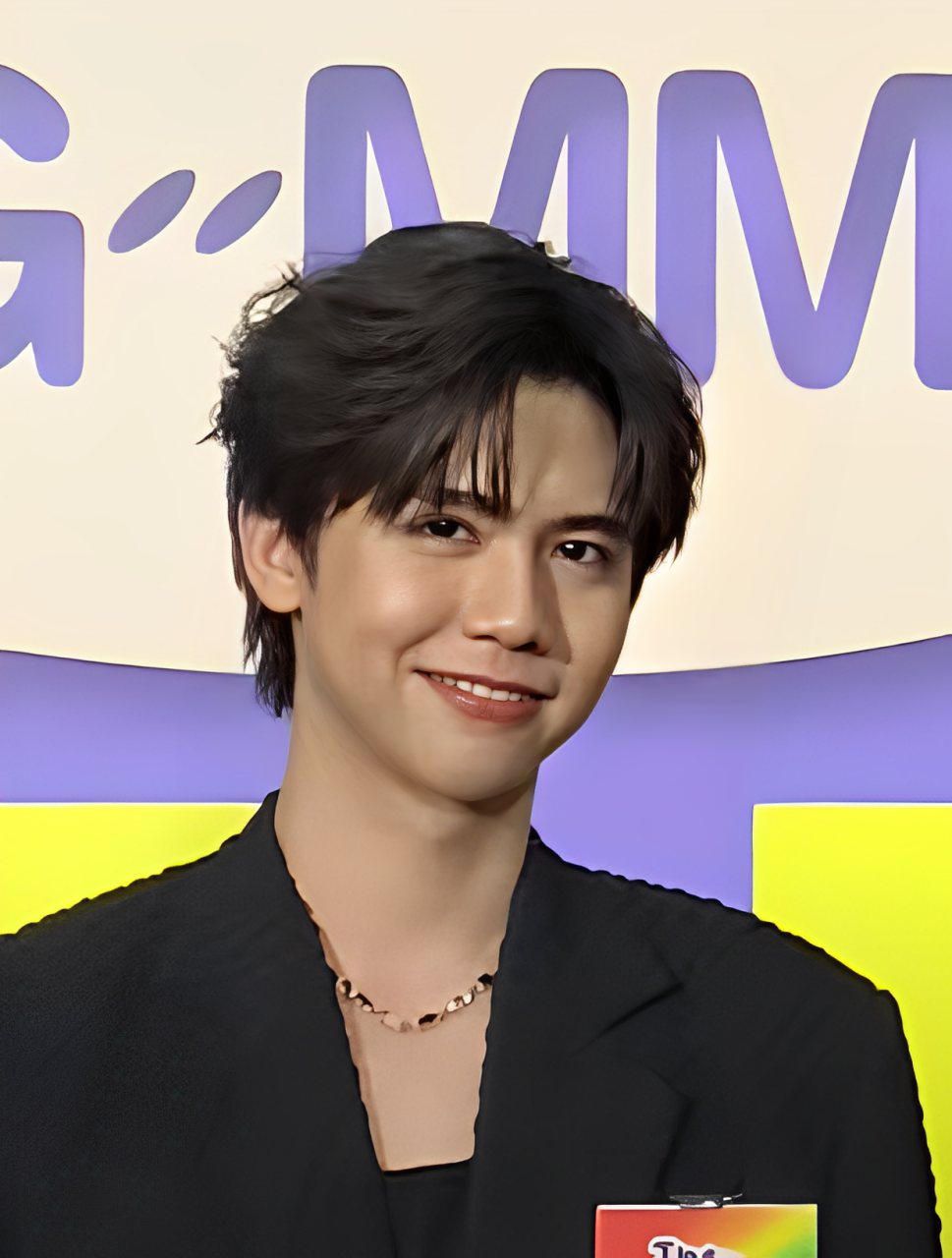
Harit Cheewagaroon
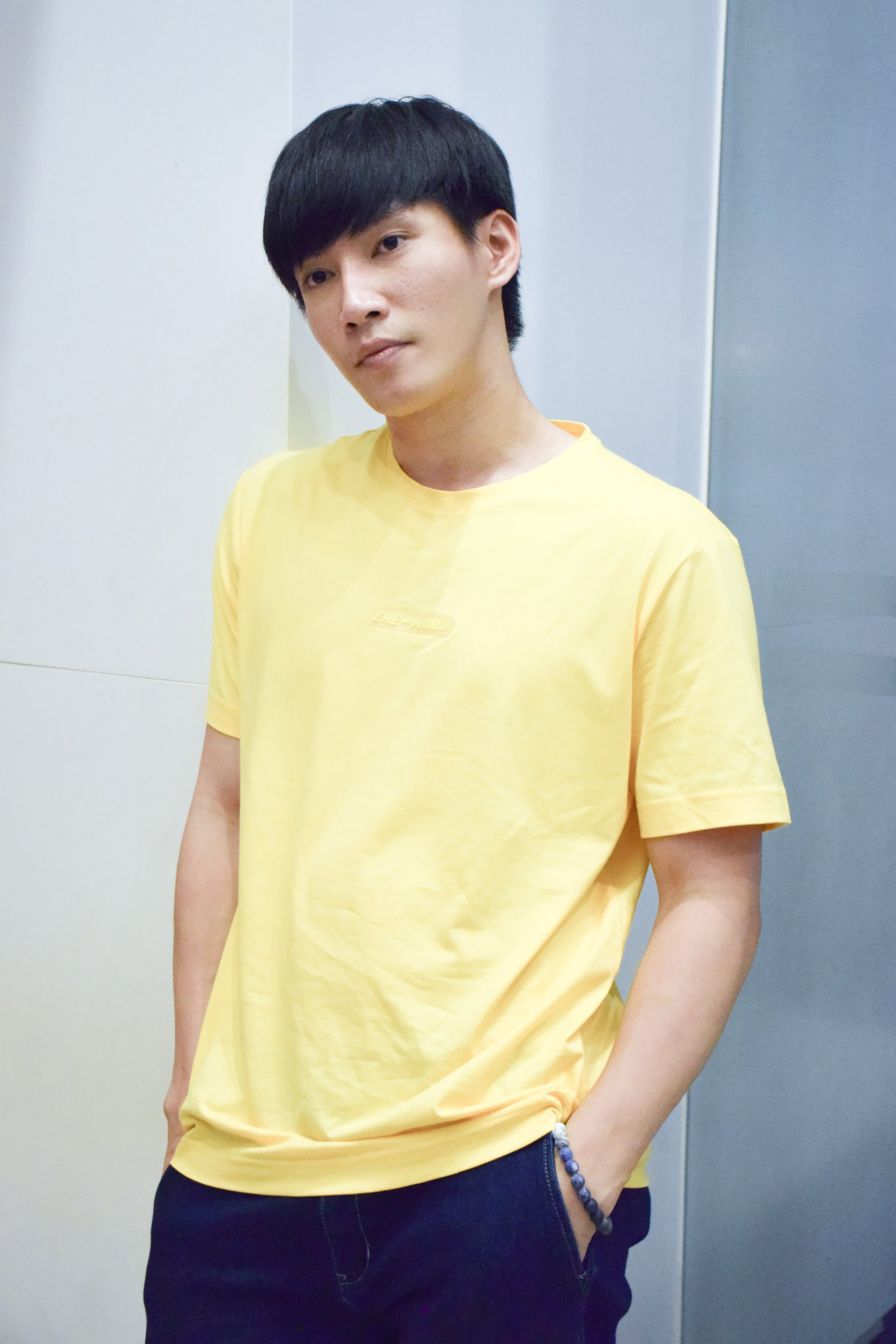
Sivakorn Lertchuchot
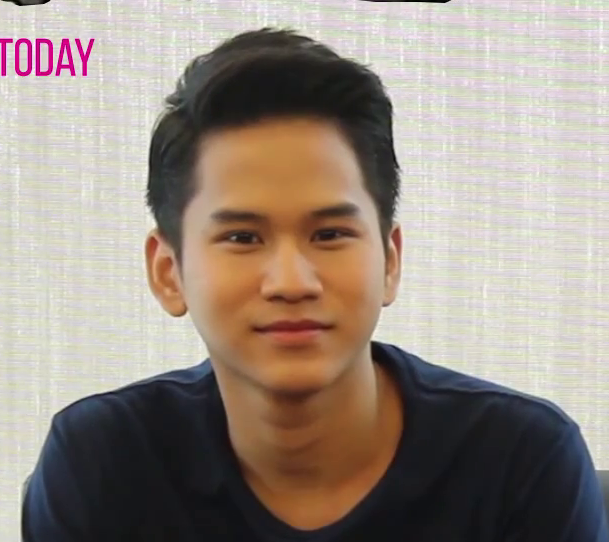
Pattadon Jan-Ngern

## Episodi
| Stagione       | Episodi | Prima TV |
| -------------- | ------- | -------- |
| Prima stagione | 13      | 2017     |